# قرار مجلس الأمن التابع للأمم المتحدة رقم 164
القرار 164 هو قرار لمجلس الأمن التابع للأمم المتحدة صوت عليه في 22 يوليو 1961 ويتعلق بشكوى من الجمهورية التونسية ضد الجمهورية الفرنسية حيث تطلب من مجلس أمن الأمم المتحدة بأن يتدخل لوقف إطلاق نار وعودة كل القوات لمراكزها الأولى فيما يخص أحداث بنزرت.

أغلبية الدول الأعضاء طلبت جلسة خارقة للعادة في الجمعية العامة بين 21 و25 أغسطس من نفس السنة للنقاش حول الموضوع.

## السياق التاريخي
في 19 يوليو 1961، ميناء بنزرت شمال تونس، هاجمته البحرية الفرنسية وكذلك القوات الجوية الفرنسية، وذلك بدعوى حماية منشئاتها في المنطقة، وضمان شبكة الاتصالات فيها.

يومين قبل هذا القرار، دعت تونس إلى عقد جلسة عاجلة لمجلس الأمن لبحث شكواها حول ما سمته أعمال عدوانية من قبل فرنسا ضد سيادتها.

## النص
« 
مجلس الأمن،

وبالنظر إلى خطورة الوضع في تونس،

في انتظار الانتهاء من مناقشة البند على جدول أعمالها،
1. يدعو إلى وقف فوري لإطلاق النار وعودة جميع القوات المسلحة إلى مواقعها الأصلية،
2. تقرر مواصلة المناقشات،

اتخذ في الجلسة 962 ب10 أصوات مع مقابل 0 ضد.
 »

فرنسا، وإن كانت حاضرة، لم تشارك في التصويت.

## مقالات ذات صلة
- الأمم المتحدة
- مجلس الأمن التابع للأمم المتحدة
- قرار مجلس الأمن التابع للأمم المتحدة
- قرار الجمعية العامة للأمم المتحدة
- قائمة قرارات مجلس الأمن التابع للأمم المتحدة

## روابط خارجية
- ميثاق الأمم المتحدة، الموقع الرسمي للأمم المتحدة.